# Armin Frauscher
Armin Frauscher (Innsbruck, 22 de marzo de 1994) es un deportista austríaco que compite en luge en la modalidad doble. Ganó tres medallas en el Campeonato Mundial de Luge de 2023 y una medalla de bronce en el Campeonato Europeo de Luge de 2025.

## Palmarés internacional
| Campeonato Mundial | Campeonato Mundial    | Campeonato Mundial | Campeonato Mundial |
| Año                | Lugar                 | Medalla            | Prueba             |
| ------------------ | --------------------- | ------------------ | ------------------ |
| 2023               | Oberhof (Alemania)    | Medalla de plata   | Equipo             |
| 2023               | Oberhof (Alemania)    | Medalla de bronce  | Doble              |
| 2023               | Oberhof (Alemania)    | Medalla de bronce  | Doble (velocidad)  |
| Campeonato Europeo |                       |                    |                    |
| Año                | Lugar                 | Medalla            | Prueba             |
| 2025               | Winterberg (Alemania) | Medalla de bronce  | Doble              |